# Incidentaloma
In medicina si intende con "incidentaloma" un tumore (-oma) riscontrato per mera coincidenza (incidentale) e non in seguito a particolari sintomi clinici o sospetti da parte del medico. Come altre tipologie di scoperte incidentali, un incidentaloma viene scoperto durante un esame obiettivo o durante l'esecuzione di tecniche di Diagnostica per immagini originariamente eseguiti per altri scopi.
La scoperta di incidentalomi avviene comunemente in oltre il 7% dei pazienti che ha superato la sesta decade di età. Questi mostrano una neoplasia a carattere benigno, di solito localizzata nella ghiandola surrenale. Con l'implementazione nei programmi di screening della TAC totale (detta anche tomografia computerizzata whole-body o TAC total body) ci si aspetta un aumento nella percentuale di incidentalomi scoperti.
Difatti il 37% dei pazienti che si sottopone alla TAC Total body mostra una serie di lesioni anormali che possono richiedere un'ulteriore e approfondita analisi da parte del clinico. Poiché molte lesioni trovate incidentalmente non potranno mai causare alcuna malattia la scoperta di incidentalomi aumenta il rischio di sovradiagnosi.
Quando si scopre un incidentaloma, il clinico deve provare che questa lesione sia poco rischiosa. Spesso, infatti, la malignità della massa surrenalica scoperta non è definibile nonostante accertamenti dignostici effettuati tramite TC o risonanza magnetica (RM). Tale indeterminatezza è dovuta a caratteristiche strutturali intrinseche della massa o per via delle sue dimensioni. Per questo potrebbe effettuare altri esami per determinare la natura della lesione.

## Incidentaloma surrenalico
Le masse surrenaliche incidentali riscontrate in diagnostica per immagini sono abbastanza comuni (dallo 0.6 all'1.4% di tutte le CT addome). Un quadro di diagnosi differenziale del clinico potrebbe essere tra adenoma, mielolipoma, cisti, lipoma, feocromocitoma, cancro del surrene, metastasi, iperplasia surrenalica e tubercolosi. Alcune di queste lesioni sono facilmente identificabili per mezzo della loro proprietà radiografiche; tuttavia vi sono diverse difficoltà nel discernere casi di adenoma da casi di cancro o metastasi. A questo proposito si sono stilate alcune linee guida nella diagnosi e nel decision-making nei casi di incidentalomi.
La prima considerazione da fare riguarda la grandezza e l'aspetto radiografico della massa. Le masse surrenaliche sospette o quelle che sono ≥4 cm sono solitamente destinate ad essere rimosse completamente per mezzo dell'adrenalectomia. Le masse <4 cm possono anche andare incontro a rimozione se sono attive ormonalmente, anche se di solito si raccomanda di osservare. Tutte le masse surrenali devono ricevere una valutazione ormonale. Questa include:
- test di soppressione notturno con 1-mg di desametasone;
- raccolta di campioni urinari nell'arco di 24 ore per la misurazione dei livelli frazionati di metanefrine e catecolamine;
- concentrazione plasmatica di aldosterione e di renina (se è presente ipertensione).

Ad uno scan con TAC, gli adenomi benigni dimostrano solitamente una scarsa densità radiografica (a causa del loro contenuto di grasso) e dimostrano un rapido wash-out del mezzo di contrasto (50% o più rispetto ai washes out del mezzo di contrasto a 10 minuti). Se la valutazione ormonale è negativa e l'imaging suggerisce una lesione benigna, allora il clinico potrebbe considerare di inserire il paziente in un percorso di follow-up, ad esempio rivalutandolo con altre tecniche di imaging dopo altri 6, 12 e 24 mesi e misurando i livelli di ormoni surrenalici ogni anno per 4 anni. Vi sono attualmente molteplici critiche nelle applicazioni di programmi del genere, a causa della valutazione rischio / benefici. Ad esempio in questi esami c'è un elevato rischio di registrare falsi positivi (50:1) e l'incidenza di carcinoma surrenalici in questa popolazione target è decisamente bassa.

## Incidentaloma renale
La maggior parte dei carcinomi a cellule renali sono diagnosticati in maniera incidentale. I tumori dal diametro minore di 3 cm hanno solitamente un carattere non aggressivo, anche in seguito ad esame istologico.

## Incidentaloma ipofisario
Una serie di autopsie ha registrato un riscontro piuttosto comune di incidentalomi ipofisari. È stato stimato che forse il 10% della popolazione adulta possiede queste lesioni endocrinolgicamente inerti. Quando si riscontrano queste lesioni in un paziente ancora in vita, si suggerisce al clinico di praticare una sorveglianza della lesione a lungo termine. Durante questo periodo potrebbe essere effettuato un test sulla funzione ipofisaria, ad esempio effettuando le misure dei livelli sierici di TSH, prolattina, IGF-1 (per la stima dell'attività dell'ormone della crescita) e misurando la funzione surrenalica (es: test di soppressione al dexametasone, cortisolo urinario giornaliero) o il livello di ormoni (testosterone negli uomini, estradiolo nelle donne in amenorrea).

## Incidentaloma tiroideo
Le masse incidentali nella tiroide possono essere registrate nel 9% dei pazienti che si sottopone ad ultrasonografia duplex bilaterale della carotide.
Alcuni professionisti raccomandano una agobiopsia nel caso di noduli > 1 cm (a meno che il TSH non sia soppresso)o nel caso di lesioni che possano far sospettare un tumore maligno durante ecografia. In questo caso la tomografia computerizzata è nettamente meno efficiente ed efficace rispetto all'ecografia per la valutazione clinica dei noduli tiroidei. Dei marcatori tipici di un nodulo maligno sono:
- aspetto solido ipoecoico;
- margini irregolari o poco definiti;
- spot o pattern vascolari intranodulari;
- microcalcificazioni

## Incidentaloma paratiroideo
Delle masse incidentali paratiroidee possono essere riscontrate nello 0.1% dei pazienti che si sottopongono alla ultrasonografia duplex bilaterale delle carotidi.

## Nodulo polmonare
Esami mediante TAC-Total body dimostrano delle anormalità nei polmoni del 14% dei pazienti che si sottopongono a questo esame. Sono state stilate delle linee guida di pratica clinica (dalla American College of Chest Physicians) in merito alla valutazione clinica del nodulo polmonare solitario.

## Colonna lombosacrale
L'uso sempre più frequente della MRI, solitamente durante un work-up diagnostico per il dorso o per le estremità degli arti inferiori (es. a causa di dolori) ha portato ad un aumento massivo di incidentalomi registrati che sono solitamente clinicamente inerti. I più comuni includono:
- emangioma vertebrale;
- fibrolipoma (un lipoma con aree fibrotiche)
- Cisti di Tarlov

Alcune volte queste lesioni normalmente asintomatiche possono accompagnarsi a dei sintomi: in questo caso non si può parlare più di incidentalomi.

## Altro
Altri organi che possono ospitare incidentalomi includono il fegato (di solito trattasi di emangiomi).

## Criticità
Il concetto di incidentaloma è stato messo in discussione dalla comunità scientifica, poiché queste lesioni non sono descrittive della patologia ma del modo in cui essa è stata scoperta e perché il concetto implica che la lesione sia clinicamente inerte. Si è proposto al più di indicare queste lesioni semplicemente come "scoperte incidentalmente." Gli incidentalomi infatti possono essere descritti dalla patologia, ma non sono basati su alcun concetto istologico.